# Over de høje Fjelde
|  | Denne artikel er oprettet af botten Steenthbot ud fra en ekstern database. Den kan derfor have sproglige fejl eller mangler. Denne skabelon kan fjernes efter kontrol af indholdet. |

Over de høje Fjelde er en dansk dokumentarfilm fra 1939 instrueret af Charles Mandal.

## Handling
En rejse Fra Danmark til Bergen, Hardanger.